# Percival Borde
Percival Borde (* 1923 auf Trinidad; † 31. August 1979 in New York City) war ein aus Trinidad und Tobago stammender Tänzer, Choreograph und Tanzlehrer.
Borde studierte am Queens Royal College Annex of British West Indies und befasste sich intensiv mit der Kultur der Westindischen Inseln, der Karibik und Afrikas. John Martin, Kritiker der New York Times, lobte ihn bereits 1958 als exzellenten Tänzer, der ein breites Spektrum von Tanzstilen beherrsche. Er nahm als Tänzer und Lehrer an Festivals wie dem Caribbean Arts Festival in Puerto Rico, dem Virgin Islands Festival of Arts in St. Croix und dem Jacob's Pillow Dance Festival in Lee, Massachusetts, teil.
Von 1959 bis 1960 leitete er mit seiner Frau Pearl Primus das Performing Arts Center in Monrovia. Außerdem war er Direktor des Pearl Primus Dance Language Institute in New Rochelle, wo er mit seiner Frau lebte, und unterrichtete an der School of the Arts der New York University. Als Professor an der Binghamton University leitete er das Tanz- und Theaterprogramm. 
Borde schuf und leitete Programme wie The Talking Drums und Drums of the Caribbean, mit denen er durch die USA tourte. 1969 schuf er als resident choreographer der Negro Ensemble Company die Choreographie für das Musical Man Better Man. Mit seiner Frau gründete er eine afro-karibische Tanzkompagnie, an der sich Tänzer wie Katherine Dunham und Albert Opoku beteiligten, und mit der er in Nord- und Südamerika, Europa und Afrika auftrat. Borde starb 1979 während einer Aufführung am Perry Street Theater in New York an Herzversagen.